# Soneto 21
| «» Soneto 21 |
| --- |
| So is it not with me as with that Muse, Stirred by a painted beauty to his verse, Who heaven itself for ornament doth use And every fair with his fair doth rehearse, Making a couplement of proud compare With sun and moon, with earth and sea's rich gems, With April's first-born flowers, and all things rare, That heaven's air in this huge rondure hems. O! let me, true in love, but truly write, And then believe me, my love is as fair As any mother's child, though not so bright As those gold candles fixed in heaven's air: Let them say more that like of hearsay well; I will not praise that purpose not to sell. |
| –William Shakespeare |

Soneto 21 foi escrito por William Shakespeare e faz parte dos seus 154 sonetos. Como no Soneto 130, que aborda a questão da verdade no amor, neste soneto o eu-lírico afirma que seus versos, embora menos extravagantes que o de outros poetas, são sinceros.

## Traduções
Na tradução de Thereza Christina Rocque da Motta,
Não sou como aquela Musa,
Movida ao seu verso pelo adorno,
Que o próprio céu usa como ornamento,
E o belo com seu alento se insinua,
Par a par, comparando-se, orgulhoso,
Ao sol e à lua, às ricas joias da terra e do mar,
Com as primeiras flores de abril, e tudo o que é raro
Que os céus abarcam sob a abóbada imensa.
Ah, deixa-me ser fiel ao amor e à escrita,
E então, creia, meu amor é tão puro
Como de uma criança, embora menos luzidio
Que as fixas flamas douradas no manto celestial.
Deixa que digam mais do que tão bem ouvem;
Não louvarei senão o que eu puder defender.